# Mitrofan Ban
Mitrofan Ban, (na crnogorskoj ćirilici Митрофан Бан, Boka kotorska, 1841. – Cetinje, 1920.) od 1884. do 1918. mitropolit i poglavar Crnogorske pravoslavne Crkve.
Mitrofan Ban je osnovnu školu pohađao u Kotoru.
Episkop Stefan Knežević ga je zaredio u čin đakona 27. lipnja 1865. godine, a u čin prezvitera 2. listopada 1866., potom odlazi u Kneževinu Crnu Goru. 
Od 1869. je Mitrofan Ban upravitelj manastira Morača. Aktivno je sudjelovao u crnogorskoj borbi protiv Turaka i oslobađanju Kolašina. 
Za mitropolita crnogorskog je 1884. postavljen odlukom kneza Nikole I., rukopoložen je ("hirotonisan") 18. travnja 1885. u Petrogradu. Nakon hirotonije, ruski car Aleksandar III. primio je u posjet Mitrofana i kazao mu:
- "“Meni je također drago što ste Vi rukopoloženi za episkopa u Rusiji. To pokazuje duhovnu vezu između Ruske i Crnogorske Crkve”."

Od 1905. je poslanik u Crnogorskoj narodnoj skupštini. 
1910. je u pismenoj zahvalnici kralju Nikoli, napisao (orig.): 
- "“Vaše Kraljevsko Visočanstvo, Premilostivi Gospodaru,

Četrdeset godina već je prošlo, od kako mi je velika sreća u udio pala da stupim na službu Crnogorske Crkve – na službu Vaše, Gospodaru, junačke države”."
Tijekom austrougarske okupacije Crne Gore (1916. – 1918.) surađivao s okupacijskim vlastima i osudio, zbog oštrih represalija spram civilnoga pučanstva, akcije crnogorskih komita koje je predvodio general Radomir Vešović.
Bio je suglasan s odlukama Podgoričke skupštine 1918. o aneksiji Crne Gore Srbiji. Sazvao je koncem 1918. Sveti Sinod Crnogorske pravoslavne Crkve i objavio ujedinjenje Crnogorske pravoslavne Crkve sa Srpskom pravoslavnom Crkvom.
Odlikovan je Zlatnom medaljom Obilić, Redom Svetog Save, Danielovim redom, Ruskim Ordenom Svete Ane i Svetog Aleksandra Nevskog te Bugarskim Ordenom Svetog Aleksandra.
Dotad nepoznate memoare Životopis ili uspomene iz života Mitropolita Mitrofana Bana 1990. za tiskanje je priredio dr. Vuk Minić.

## Vanjske poveznice
- Novak Adžić, O Crnogorskoj pravoslavnoj crkvi do njezina ukidanja 1918. i mtopolitu Mitrofanu Banu
- Manastir Morača, kojim je, jedno vrijeme, upravljao Mitrofan Ban (lijevo na dnu slike)[neaktivna poveznica]